# Renée Eykens
Renée Eykens (8 de junio de 1996) es una deportista de Bélgica que compite en atletismo. Ganó una medalla de plata en el Campeonato Europeo de Atletismo por Equipos de 2019, en la prueba de 800 m.